# Центровиц, Мэттью
Мэ́ттью Се́нтровиц — американский бегун на средние дистанции, который специализируется в беге на 1500 метров. Бронзовый призёр чемпионата мира 2011 года. Чемпион США 2011 года.
Личный рекорд на дистанции 1500 метров — 3.31,96

## Достижения
| 2007 | Панамериканские игры       | Рио-де-Жанейро | 1-е | 1500 метров | 3.56,63 |
| 2011 | Чемпионат мира             | Тэгу           | 3-е | 1500 м      | 3:36.08 |
| 2012 | Чемпионат мира в помещении | Стамбул        | 7-е | 1500 метров | 3.47,42 |
| 2012 | Олимпийские игры           | Лондон         | 4-е | 1500 метров | 3.35,17 |
| 2013 | Чемпионат мира             | Москва         | 2-е | 1500 м      | 3:36.78 |